# ۳ ماسکتیرز

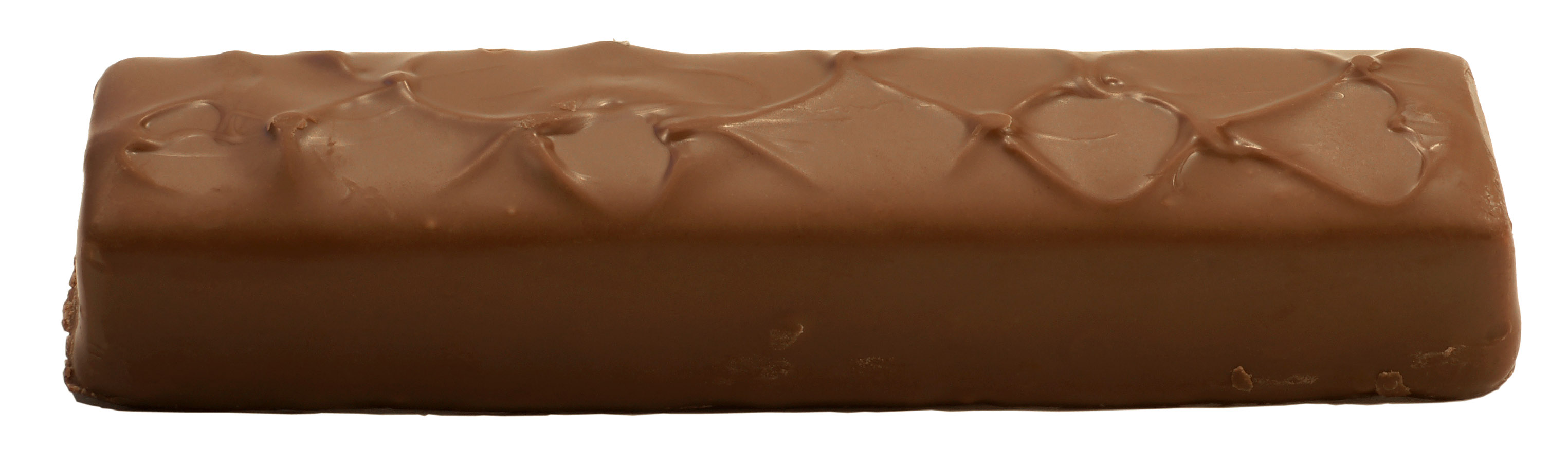
۳ ماسکتیرز بدون لفاف

۳ ماسکتیرز (به انگلیسی: 3 Musketeers) یک شکلات تخته‌ای است که در ایالات متحده و کانادا توسط مارس اینکورپوریتد ساخته شده‌است. ۳ ماسکتیرز یک شیرینی تخته‌ای است که از موس خامه ای و نرم با روکش شکلات، تشکیل شده‌است. این محصول یک شکلات تخته ای سبک‌تر، شبیه به شکلات تخته ای میلکی وی نسخه آمریکایی است که فقط کوچکتر و بدون رویه کاراملی است. در ابتدا، سه قطعه در یک بسته با طعم‌های شکلات، توت فرنگی و وانیل موجود بود. از این رو این نام، که از رمان ۱۸۴۴ سه تفنگدار نوشته الکساندر دوما گرفته شده‌است برای آن انتخاب شد. افزایش هزینه‌ها و محدودیت‌های زمان جنگ جهانی دوم، بر روی شکر باعث شد تا تکه‌های وانیل و توت فرنگی حذف شوند و فقط طعم شکلات که محبوب تر بود باقی بماند. زمانی که معرفی شد، پنج سنت قیمت داشت و از لحاظ اندازه به عنوان یکی از بزرگ‌ترین شکلات‌های موجود به بازار عرضه شد، شکلاتی که افراد می‌توانستند با دوستان خود تقسیم کنند.

## اطلاعات تغذیه‌ای
یک تخته ۳ ماسکتیرز با اندازه استاندارد (۶۰ گرم) دارای ۲۵۷ کیلوکالری (۱٬۰۸۰ کیلوژول) انرژی، ۷ گرم چربی و ۴۰ گرم شکر است، در حالی که تخته اندازه کوچک (اندازه سرو ۴۱) گرم) دارای ۱۷۹ کیلوکالری (۷۵۰ کیلوژول)، ۵ گرم چربی و ۲۷ گرم شکر است.

## فهرست طعم
- شکلات ۳ تکه اصلی (شکلات، وانیل، توت فرنگی)، ۱۹۳۲–۱۹۴۵
- شکلات با لفاف، ۱۹۴۵–اکنون
- کیک تولد، ۲۰۱۹
- نعناع، ۲۰۰۷
- «مینی‌های پاییز» – کاپوچینو، وانیل فرانسوی و توت فرنگی، ۲۰۰۷
- گیلاس، ۲۰۰۸
- تمشک، ۲۰۰۸
- پرتقال، ۲۰۰۸
- براونی توت فرنگی شکلاتی، ۲۰۰۸
- شکلات براونی بار (سری نسل مکس)
- اس'مور براونی بار (سری نسل مکس)
- ترد ترافل
- پفنبات، نسخه محدود مینی‌ها، عید پاک ۲۰۱۱ و ۲۰۱۲
- نارگیل، ۲۰۱۱
- شکلات داغ با پفنبات، کریسمس ۲۰۱۲